# Promasens
Promasens est une localité et une ancienne commune du canton de Fribourg, dans le district de la Glâne, intégrée à partir du 1er janvier 2001 à la commune de Rue.

## Géographie
La localité se situe sur la rive droite de la Broye, sur la route de Romont à Vevey, à 2 km au sud-est de la gare d'Écublens.

## Toponymie
La première occurrence écrite du nom de la commune est antérieure à 1166.
La commune se nomme Premazin ou Promazin () en patois fribourgeois
Son ancien nom allemand est Promasing.

## Histoire
La localité se trouve sur l'ancienne voie romaine Vevey-Moudon.
Fief des sires de Rue, elle passe à Fribourg en 1536 lors de la conquête du Pays de Vaud et fait dès lors partie du bailliage (1536-1798), puis du district de Rue (1798-1848).
Les ducs de Savoie, le seigneur de Savoie-Vaud, le prieuré de Ripaille et l'abbaye de Hautcrêt y percevaient des cens.

## Population et société

### Surnoms
Les habitants de la localité sont surnommés les Modzons et lè Fouèta-Tsin, soit les génisses et ceux qui fouettent les chiens en patois fribourgeois.

### Démographie
La commune compte 153 habitants en 1811, 205 en 1850, 243 en 1900, 212 en 1950 et 246 en 2000.

## Patrimoine bâti

### Église
Promasens est l’une des plus anciennes paroisses du canton de Fribourg, attestée dès 1181. L’église Saint-Pierre-et-Paul, dont les plans de style néo-gothique ont été dessinés en 1864 par l’architecte Adolphe Fraisse, est l’une des rares possédant encore son mobilier d’origine, créé par Franz et August Müller en 1871. Rénovation 1927-1928 par Fernand Dumas, avec polychromie intérieure de Gaston Faravel. Nouvelles restaurations, intérieure en 1991, extérieure en 2011. Cette église, qui s’inscrit dans la série du premier néo-gothique d’inspiration savoyarde, est l’une des œuvres majeures du mouvement historiciste dans le canton de Fribourg.
- Vitraux : Sur le mur ouest de la nef, trois verrières de Jean-Edward de Castella (vie de saint Pierre, vie de saint Paul, Nativité et baptême du Christ, 1927). – Au collatéral nord, deux verrières de Willy Jordan, Thérèse de Lisieux, 1948, et Vierge à l’Enfant, 1953. ‑ Par ailleurs, onze verrières de Yoki, alias Émile Aebischer, de 1958-1970[7].

- Cloches : Quatre cloches néogothiques datées 1870, par Gustave Treboux, et une autre datée 1915, par Charles Arnoux[6].